# Fontaine des Lions (Clermont-Ferrand)
Pour les articles homonymes, voir Fontaine des Lions.
La fontaine du Lion est une fontaine située actuellement dans le centre-ville ancien de Clermont-Ferrand en France, rue des Petits-Gras et qui se trouvait primitivement place de la fontaine. La première mention de la fontaine date de 1659. Son matériau de construction est la pierre de Volvic. Elle est inscrite aux monuments historiques depuis 1931.